# إدوارد بالدوين ويتني
إدوارد بالدوين ويتني (بالإنجليزية: Edward Baldwin Whitney)‏ هو محامي وقاضي أمريكي، ولد في 16 أغسطس 1857، وتوفي في 5 يناير 1911.